# Lei do valor
A lei do valor é a lei econômica da produção mercantil que condiciona a produção e troca de cada mercadoria de acordo com o seu gasto socialmente necessário de trabalho. A lei do valor é a lei do equilíbrio espontâneo da sociedade mercantil-capitalista.
Segundo, E. Preobrazhenski, no livro Nova Econômica, "numa sociedade que não possui centros diretores de uma regulação planificada, chega-se, graças à ação direta ou indireta desta lei, a tudo que é necessário para um funcionamento relativamente normal de todo o sistema de produção". A lei do valor acaba por realizar:
- a divisão das forças produtivas entre os diferentes ramos da economia, que compreende a distribuição dos homens e dos meios de produção;
- a divisão do resultado da produção anual da sociedade entre operários e capitalistas;
- a repartição da mais-valia entre os diferentes ramos ou regiões para fins da reprodução ampliada;
- a distribuição desta mais-valia entre as diferentes classes exploradoras;
- o progresso técnico;
- a vitória das formas econômicas evoluídas sobre as formas ultrapassadas e a subordinação das últimas às primeiras.

## Lei da mais-valia
Lei fundamental do capitalismo, cuja essência é a produção da mais-valia máxima e a sua apropriação pelos capitalistas mediante o aumento do número de operários assalariados e a intensificação de se sua exploração. A lei da mais-valia é a forma que se manifesta no capitalismo a lei do valor.
Segundo Karl Marx, a formação do capital é o resultado do lucro do capitalista obtido através da mais-valia. A mais-valia é produzida no processo de produção quando o trabalhador ao vender a sua força de trabalho por um salário, não recebe por tudo aquilo que produziu.
A mais-valia é absoluta quando há um aumento na jornada de trabalho sem que aumente o salário. A mais-valia relativa ocorre com o aumento da produtividade pela introdução de tecnologia.

## Concorrência
À anarquia e ao espontaneísmo da produção capitalista está inseparavelmente ligada a concorrência. Na luta de concorrência, nos capitalistas pelejam, encarniçadamente uns com os outros, pelas condições mais vantajosas de produção e de venda das mercadorias, pela um obtenção de maiores lucros. Cada um procura vencer nesta luta. Cada um procura suplantar e arruinar os seus rivais.
Porém, nesta disputa as empresas, no intuito de atrair clientes e obter lucros, são forçadas a baixar os preços dos seus produtos fazendo o consumidor gastar menos e poupar dinheiro.

## A lei do valor e os preços
A lei do valor atua através do mecanismo de preços. O preço é a expressão monetária do valor, representa a grandeza do valor numa determinada soma em dinheiro. O preço da mercadoria deve corresponder o seu valor. Mas no mercado os preços estabelecem-se espontaneamente.
Na sua formação influi também a correlação entre a procura e a oferta. Se a procura é igual à oferta, o preço coincide com o valor. Mas isto ocorre muito raramente. Nesses casos que se verifica o caso da "mais-valia suplementar".

## Referência
- PREOBRAJENSKY, Eugênio. A Nova Econômica. Rio de Janeiro: Paz e Terra, 1979.